# Lope Gómez de Marzoa

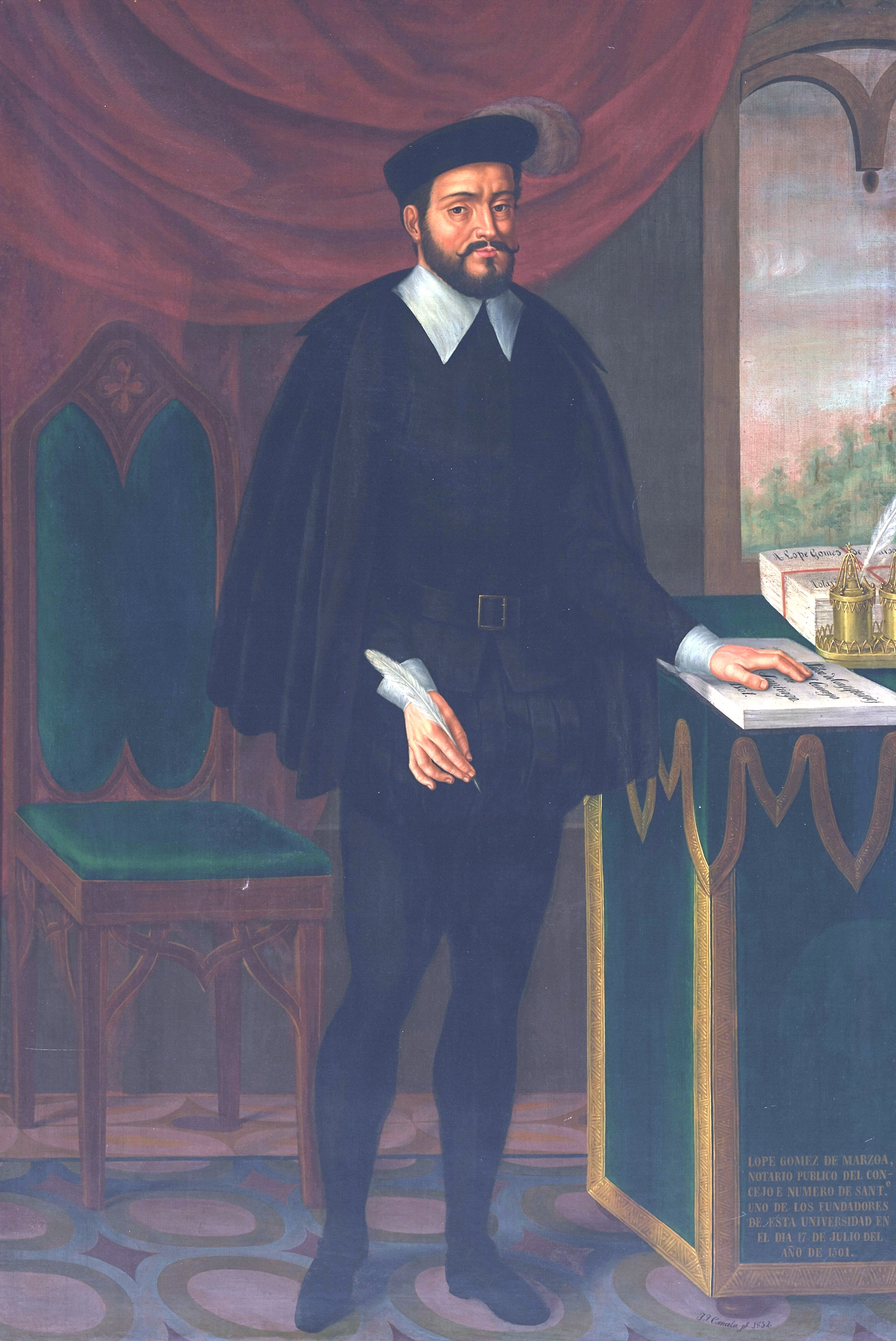
Retrato de Lope Gómez de Marzoa pintado en 1852 por Juan José Cancela del Río, Colegio de San Jerónimo, Santiago de Compostela.

Lope Gómez de Marzoa (?, ?-Santiago de Compostela, c. septiembre de 1501) fue un mercader, financiero, notario, escribano, arrendador y recaudador de rentas y alcabalas para la hacienda real y prohombre gallego, fundador de un Estudio para pobres en su ciudad natal y que fue uno de los impulsores y creadores de la Universidad de Santiago de Compostela.

## Biografía
No se sabe con certeza la fecha y lugar donde nació. Respecto a sus orígenes familiares, se conoce que su madre fue Constanza Gil. Por el apellido se considera su progenitor a Vasco Gómez de Marzoa, que pudo ser el primer marido de Constanza, aunque también se menciona a Martín Guillén, segundo esposo de su madre que fue regidor de Santiago de Compostela, como lo sería Marzoa. Esta segunda opción se apoya no solo en que Marzoa le manifestó en su testamento un gran aprecio, sino que algunos bienes acreditados de Martín Guillén formaron luego parte de los de Marzoa, lo que no sería extraño si su madre enviudó y Guillén fue su padrastro. Finalmente, dado que se sitúa un Gómez Marzoa como recaudador de las alcabalas de Pontevedra en los años 1430 y notario de Santiago, con buena posición económica, es posible que en las referencias anteriores a 1450 se esté hablando del padre y que el hijo heredara negocio y nombre de éste.
En todo caso, después de 1450 se sitúa a Lope Gómez de Marzoa en Pontevedra, como notario y como recaudador. No obstante, el arrendamiento y recaudación de las rentas reales se intensificaría de manera considerable más tarde, desde principios de los años ochenta del siglo XV. Fue también arrendador de albaquías anteriores a 1473 que el Reino de Galicia adeudaba a la hacienda castellana, recaudador de tributos ordinarios y extraordinarios para la hacienda real para el mismo periodo y, finalmente, recaudador de rentas eclesiásticas de las diócesis gallegas de Tuy, Lugo y Mondoñedo.
Su estable y bien remunerada actividad le hizo compartir importantes negocios financieros con las mejores fortunas de Galicia y de Castilla. Así, además de con Fernando de Madrid, su factor y amigo íntimo, mantuvo negocios con castellanos como Juan Rodríguez de Pisa, Fernando de Cuenca o Álvaro de Brasy. Al cabo, la mercadería, el control fiscal y financiero y la gestión de una notaría eran actividades muy lucrativas relacionadas y dependientes unas de otras y, en este caso, desempeñadas por una misma persona. Además fue uno de los pocos oligarcas gallegos que tuvo el privilegio de gestionar y recibir a su vez las rentas y arrendamientos de los juros de heredad de la corona en algunas de las principales ciudades de la época como Bayona o Betanzos, lo que proveía con riqueza su hacienda personal.
Más allá de sus negocios, Lope Gómez de Marzoa es reconocido en relación con la puesta en marcha de dos iniciativas educativas en la Compostela de finales de la Edad Media: en 1495, Marzoa promovió la fundación de un Estudio para pobres, para lo cual contó con el apoyo de los monjes benedictinos de San Martín Pinario que le cedieron casa y bienes del monasterio, con excepción de la iglesia, y que Marzoa dotó con diversos bienes raíces y rentas, aunque fue de corta vida; y a mediados de 1501 se promovió en la ciudad de Santiago la fundación de un Estudio General de gramática donde Marzoa participó en la iniciativa aportando su juro de 20.000 maravedís situados en las rentas de Bayona y que fue el germen de la universidad compostelana.